# Frugívoro
Los animales frugívoros (del latín frux, frugis, «fruto» y -vorus, «que come») son aquellos que se alimentan de frutos, sea parcial o exclusivamente. El 20% de los mamíferos se alimenta de fruta, por lo que el frugivorismo se considera común entre los mamíferos.[cita requerida] Al alimentarse mayoritariamente de fruta, los frugívoros son altamente dependientes de la abundancia o escasez de fruta y de su composición nutricional. En latitudes templadas este tipo de alimentación, a diferencia de lo que sucede en el trópico, suele ser estacional.[cita requerida]
Ejemplos de animales frugívoros son aves como el tucán, ciertas especies de murciélagos, mamíferos como el tapir amazónico y algunos peces, como el pacú.

## Dispersión de propágulos
La dispersión de los propágulos es muy importante para las plantas, ya que de no poder dispersarse eficientemente no se llegarán a reproducir de forma efectiva. Por este motivo la relación de los frugívoros con los frutales puede resultar beneficiosa tanto para plantas como para animales. El mecanismo llamado endozoocoria es la dispersión de semillas a través del tracto intestinal de los animales.
Esta forma de mutualismo se considera un ejemplo de coevolución. Las ventajas de este comportamiento pueden haber influido en la evolución de las plantas hacia unas frutas más carnosas, utilizando más energía rodeando la semilla con una pulpa rica en azúcares en pos de conseguir una mayor diáspora vegetal. Una fruta vistosa y nutritiva siempre será más atractiva para ciertos animales que una semilla oscura y sin nutrientes.
El beneficio de los animales reside en alimentarse de una fuente muy energética. Los animales ingieren el fruto completo y después de digerir la pulpa expulsan las semillas, bien por las heces o bien en forma de egagrópilas, en puntos normalmente alejados del lugar de alimentación.
Muchos animales están considerados como propagadores de semillas, la mayoría de estos son mamíferos y aves. Las plantas se defienden de los frugívoros oportunistas, que dañan o no dispersan las semillas, mediante sustancias químicas (venenos o sustancias de sabor desagradable) o cubiertas protectoras.